# حزقيال مانويل مورينو
حزقيال مانويل مورينو (بالإسبانية: Juan Manuel Moreno Bonilla)‏ هو سياسي إسباني، ولد في 1 مايو 1970 في برشلونة في إسبانيا. حزبياً، نشط في حزب الشعب (1989 – ).

## مناصب
- انتخب councilor of the Malaga City Council  [لغات أخرى]‏ (1995 – 1997).
- انتخب رئيس مجلس أندلوسيا [الإنجليزية]‏ (16 يناير 2019 – ).
- في 2015 Andalusian regional election [الإنجليزية]‏، انتخب عضو برلمان أندلوسيا عن دائرة Málaga (Parliament of Andalusia constituency) [الإنجليزية]‏ خلال  (16 أبريل 2015 – 9 أكتوبر 2018).
- في الانتخابات العمومية الإسبانية 2011 [الإنجليزية]‏، انتخب عضو مجلس النواب الإسباني  [لغات أخرى]‏ عن دائرة مالقة [الإنجليزية]‏ خلال فترته النيابية  [لغات أخرى]‏ (1 ديسمبر 2011 – 9 يناير 2012).
- في الانتخابات العمومية الإسبانية 2008 [الإنجليزية]‏، انتخب عضو مجلس النواب الإسباني  [لغات أخرى]‏ عن دائرة مالقة [الإنجليزية]‏ خلال فترته النيابية  [لغات أخرى]‏ (26 مارس 2008 – 13 ديسمبر 2011).
- في الانتخابات العمومية الإسبانية 2004 [الإنجليزية]‏، انتخب عضو مجلس النواب الإسباني  [لغات أخرى]‏ عن دائرة مالقة [الإنجليزية]‏ خلال فترته النيابية  [لغات أخرى]‏ (1 مارس 2007 – 15 يناير 2008).
- في الانتخابات العمومية الإسبانية 2000 [الإنجليزية]‏، انتخب عضو مجلس النواب الإسباني  [لغات أخرى]‏ عن دائرة كانتابريا [الإنجليزية]‏ خلال فترته النيابية  [لغات أخرى]‏ ( – 2 أبريل 2004).
- انتخب عضو مجلس الشيوخ الإسباني  [لغات أخرى]‏.